# Southeast Division (NBA)
Southeast Division – jedna z dywizji znajdujących się w konferencji wschodniej w NBA. Obecnymi zespołami są: Atlanta Hawks, Charlotte Hornets, Miami Heat, Orlando Magic, Washington Wizards.

## Mistrzowie dywizji
- 2005: Miami Heat
- 2006: Miami Heat
- 2007: Miami Heat
- 2008: Orlando Magic
- 2009: Orlando Magic
- 2010: Orlando Magic
- 2011: Miami Heat
- 2012: Miami Heat
- 2013: Miami Heat
- 2014: Miami Heat
- 2015: Atlanta Hawks
- 2016: Miami Heat
- 2017: Washington Wizards
- 2018: Miami Heat
- 2019: Orlando Magic
- 2020: Miami Heat
- 2021: Atlanta Hawks
- 2022: Miami Heat
- 2023: Miami Heat
- 2024: Orlando Magic

## Zwycięzcy
- 12: Miami Heat
- 5: Orlando Magic
- 2: Atlanta Hawks
- 1: Washington Wizards